# ضرب کلیم
ضربِ کلیم یا عصای موسی کتاب شعر فلسفی اقبال لاهوری به زبان اردو است که در سال ۱۹۳۶، دو سال قبل از مرگ او، منتشر شد.

## معرفی
این سومین مجموعه شعر محمد اقبال است که به عنوان مانیفست سیاسی وی معرفی شد. این کتاب با عنوان فرعی «اعلام جنگ علیه زمان حال» منتشر شد. محمد اقبال که به عنوان «شاعر شرق» نیز شناخته می‌شود، معتقد است که مشکلات مدرن ناشی از بی خدایی، مادی گرایی و بی عدالتی تمدن مدرن را به انحطاط کشانده و موجب انقیاد و استثمار ملل ضعیف به ویژه مسلمانان هند شده.

## نسخه‌ها
اولین چاپ کتاب در سال ۱۹۳۵ یعنی درست سه سال قبل از مرگ محمد اقبال منتشر شد و پس از آن چاپ‌های مختلفی در پاکستان و هند منتشر شد؛ اما معتبرترین نسخه چاپی است که آکادمی اقبال پاکستان در سال ۲۰۰۲ در لاهور منتشر کرد.